# Balma

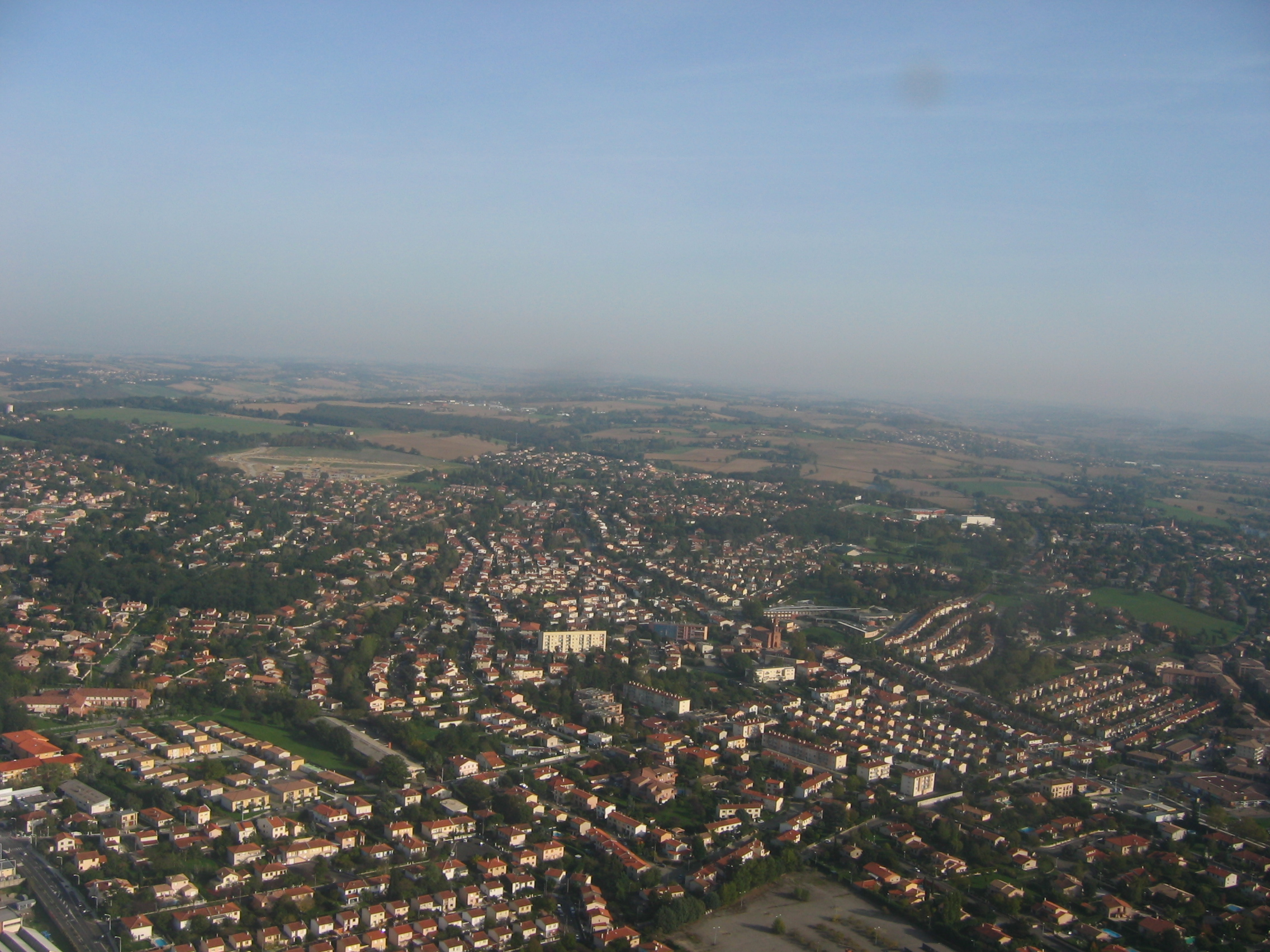
Panorama miasta

Balma – miejscowość i gmina we Francji, w regionie Oksytania, w departamencie Górna Garonna.
Według danych na rok 1990 gminę zamieszkiwało 9506 osób, a gęstość zaludnienia wynosiła 573 osób/km² (wśród 3020 gmin regionu Midi-Pireneje Balma plasuje się na 32. miejscu pod względem liczby ludności, natomiast pod względem powierzchni na miejscu 691.).

## Zabytki

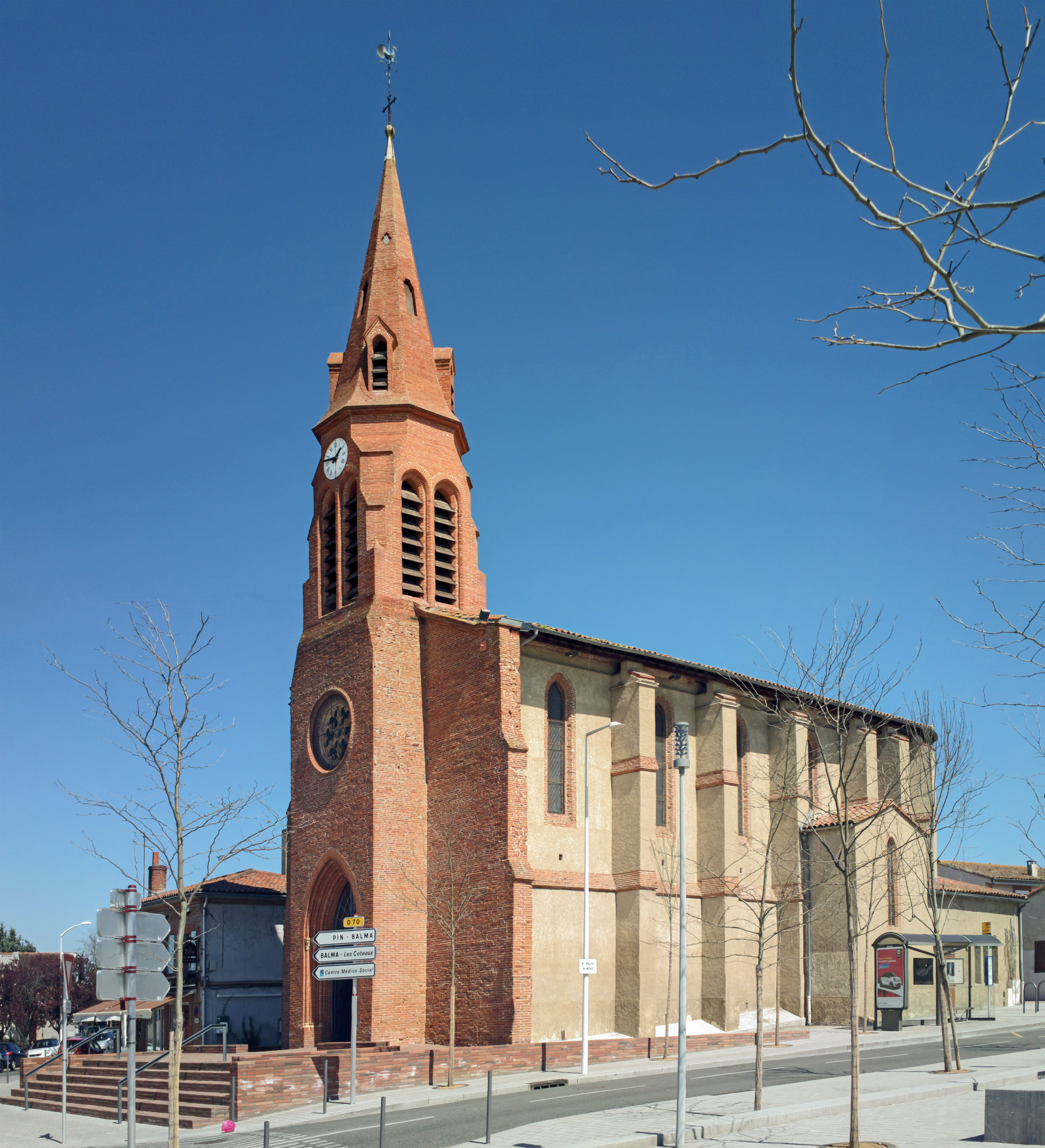
kościół Saint-Joseph
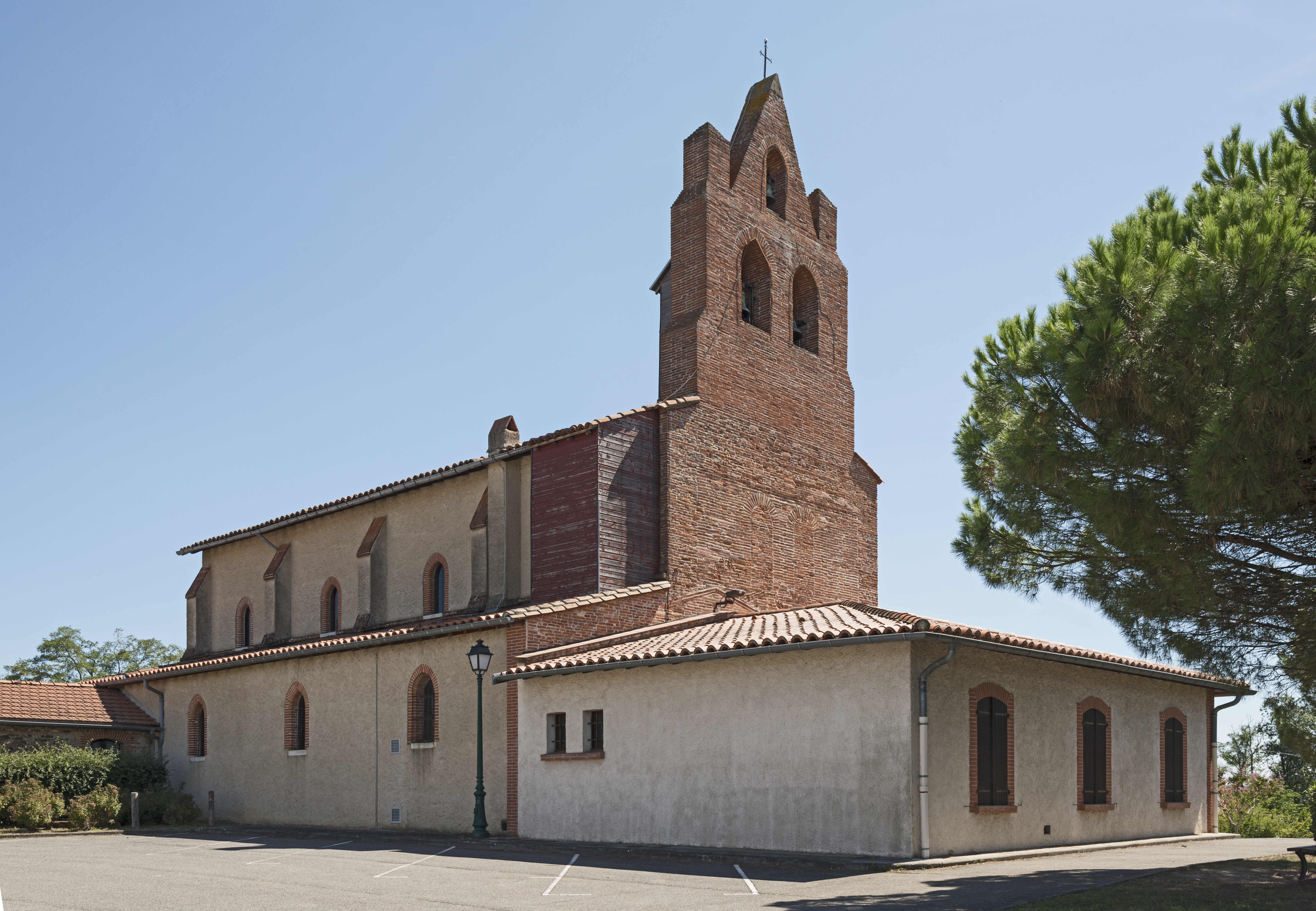
kościół Saint-Martin-de-Boville
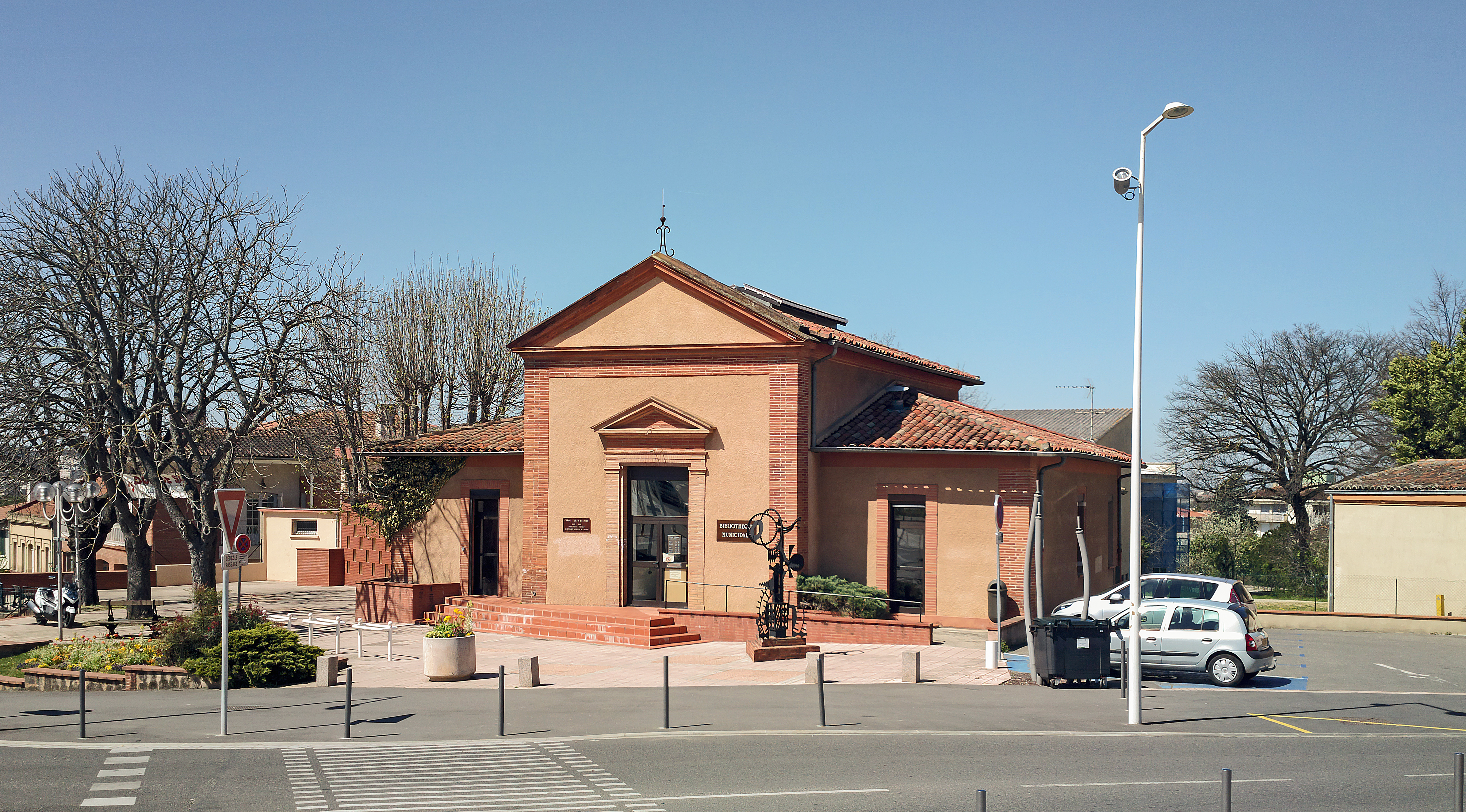
Biblioteka Publiczna
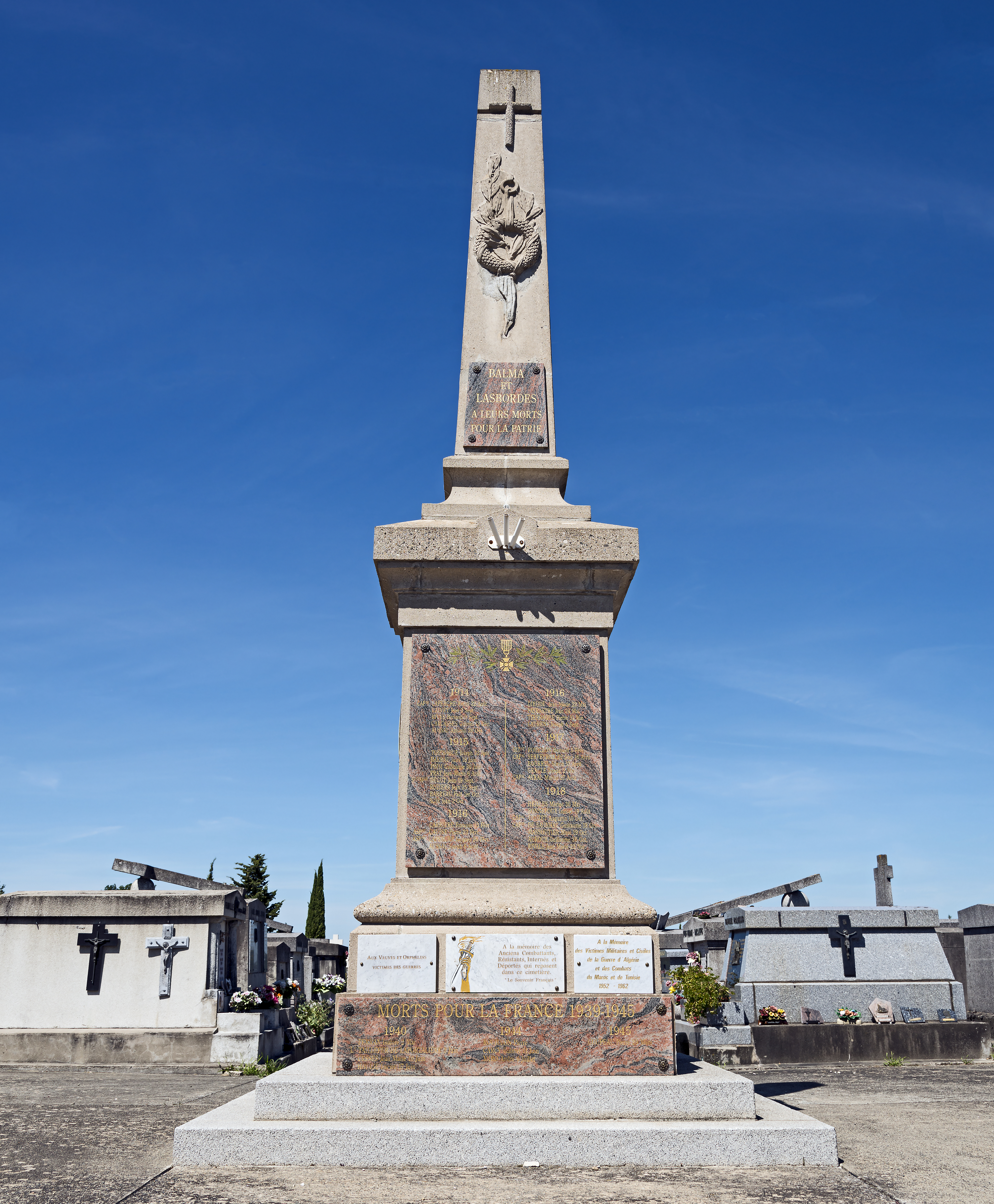
Pomnik Bohaterów Wojny